# Сиг морський
Сиг морський (Coregonus oxyrhynchus) — вимерлий вид костистих риб родини лососевих (Salmonidae).

## Поширення
Вид був поширеним у басейні Північного моря. Мешкав у лиманах і нижніх течіях річок Рейн, Маас і Шельда, а також на півдні Англії, з якої є лише три знахідки з 19 століття: з річки Медуей, з Лінкольнширу та з Чичестера. В Нідерландах востаннє спостерігався у 1940-роках. Припускалося, що вид вижив в данській річці Відо, але, швидше за все, місцева популяція належить до виду Coregonus maraena.

## Опис
Виростав до 50 см завдовжки. Тонке тіло, злегка приплюснуте з боків. Морда конічно витягнута, рот відкритий у нижньому положенні. На першій зябровій дузі від 36 до 44 тичинок. Сіро-блакитна або синьо-зелена спина, боки і живіт перламутрово-білі. Райдужка ока бурувата.

## Спосіб життя
Вид траплявся в річках та в солонуватих лиманах, але, незважаючи на назву, уникав реальних морських вод. Нерестився в жовтні-грудні в річках. Мальки мігрували в солонуваті води, де залишалися до зрілості. Харчувалися зоопланктоном тадонними безхребетними.